# John Keen (homme politique canadien)
Pour les articles homonymes, voir John Keen et Keen.
John Keen (23 janvier 1844-22 février 1922) est un homme politique canadien de la Colombie-Britannique. Il est député provincial libéral de la circonscription britanno-colombienne de Kaslo de 1916 à 1920. 
Il est président de l'Assemblée législative de la Colombie-Britannique de 1918 à 1920